# Jeffrey Aubynn
Isaac Jeffrey Eric Aubynn (ur. 12 maja 1977 w Göteborgu) – piłkarz szwedzki pochodzenia ghańskiego grający na pozycji ofensywnego lub bocznego pomocnika. 

## Życiorys
Rodzina Aubynna pochodzi z Ghany, ale on sam urodził się w szwedzkim Göteborgu. 

### Kariera klubowa
Karierę piłkarską rozpoczął w klubie Gunnilse IS i przez niespełna dwa lata występował w drugiej lidze szwedzkiej. Został wówczas zauważony przez skautów Bayernu Monachium i w 1997 roku przeszedł do tego klubu, jednak nie przebił się do pierwszej drużyny i przez rok grał w amatorskim zespole rezerw.
W 1998 roku Aubynn wrócił do Szwecji i został piłkarzem klubu Halmstads BK. W jego barwach zaliczył debiut w pierwszej lidze Szwecji. W 2000 roku wywalczył z Halmstads mistrzostwo Szwecji, czwarte w historii klubu. Po tym sukcesie Aubynn odszedł do innej pierwszoligowej drużyny, Örgryte IS z Göteborga, a 8 kwietnia 2001 rozegrał w niej swoje pierwsze spotkanie, zremisowane 1:1 z Örebro SK. Zawodnikiem Örgryte był przez trzy sezony.
Latem 2003 roku Aubynn został zawodnikiem duńskiego Aarhus GF. 3 sierpnia 2003 zadebiutował w pierwszej lidze duńskiej w meczu z FC Nordsjælland (2:2). W Århus grał przez półtora roku.
Na początku 2005 roku Aubynn przeszedł do Hammarby IF ze stolicy Szwecji, Sztokholmu. 12 kwietnia 2005 w debiucie przeciwko Assyriska FF (2:1) zdobył gola. W Hammarby występował do lata 2007 roku.
Kolejnym klubem w karierze szwedzkiego pomocnika został norweski Aalesunds FK. W norweskiej Tippeligaen zadebiutował 2 lipca 2007 w spotkaniu z Rosenborgiem Trondheim (2:2) i podobnie jak w Hammarby, w debiucie strzelił bramkę. Do końca 2007 roku strzelił 5 bramek w 11 rozegranych spotkaniach.
W 2008 roku Aubynn trafił do Malmö FF, z którym podpisał dwuletni kontrakt. 31 marca 2008 rozegrał w Malmö swoje pierwsze spotkanie, zremisowane 1:1 z IFK Göteborg. W 2010 roku wywalczył z nim mistrzostwo kraju. 
W latach 2012–2013 występował w szwedzkim klubie GAIS.

### Kariera reprezentacyjna
Aubynn ma za sobą występy w reprezentacji Szwecji U-21. W dorosłej reprezentacji Szwecji zadebiutował 14 lutego 2001 w zremisowanym 0:0 towarzyskim meczu z Katarem.

### Kariera trenerska
Do 31 grudnia 2017 prowadził zespół Malmö FF U-17, a od 1 stycznia 2018 prowadzi Malmö FF U-19.

## Statystyki

### Klubowe
| Sezon   | Klub                | Kraj     | Rozgrywki            | Mecze | Bramki |
| ------- | ------------------- | -------- | -------------------- | ----- | ------ |
| 1996    | Gunnilse IS         | Szwecja  | Division 1           | 24    | 10     |
| 1997    | Gunnilse IS         | Szwecja  | Division 1           | 19    | 5      |
| 1997/98 | Bayern Monachium II | Niemcy   | Fußball-Regionalliga | 9     | 1      |
| 1998    | Halmstads BK        | Szwecja  | Allsvenskan          | 7     | 0      |
| 1999    | Halmstads BK        | Szwecja  | Allsvenskan          | 14    | 1      |
| 2000    | Halmstads BK        | Szwecja  | Allsvenskan          | 14    | 2      |
| 2001    | Örgryte IS          | Szwecja  | Allsvenskan          | 25    | 5      |
| 2002    | Örgryte IS          | Szwecja  | Allsvenskan          | 22    | 5      |
| 2003    | Örgryte IS          | Szwecja  | Allsvenskan          | 7     | 0      |
| 2003/04 | Aarhus GF           | Dania    | Superligaen          | 16    | 1      |
| 2004/05 | Aarhus GF           | Dania    | Superligaen          | 13    | 3      |
| 2005    | Hammarby IF         | Szwecja  | Allsvenskan          | 17    | 4      |
| 2006    | Hammarby IF         | Szwecja  | Allsvenskan          | 23    | 1      |
| 2007    | Hammarby IF         | Szwecja  | Allsvenskan          | 2     | 0      |
| 2007    | Aalesunds FK        | Norwegia | Tippeligaen          | 11    | 5      |
| 2008    | Malmö FF            | Szwecja  | Allsvenskan          | 26    | 3      |
| 2009    | Malmö FF            | Szwecja  | Allsvenskan          | 9     | 0      |
| 2010    | Malmö FF            | Szwecja  | Allsvenskan          | 20    | 1      |
| 2011    | Malmö FF            | Szwecja  | Allsvenskan          | 22    | 1      |
| 2012    | GAIS                | Szwecja  | Allsvenskan          | 15    | 1      |
| 2013    | GAIS                | Szwecja  | Superettan           | 7     | 0      |